# Belesar (Chantada)

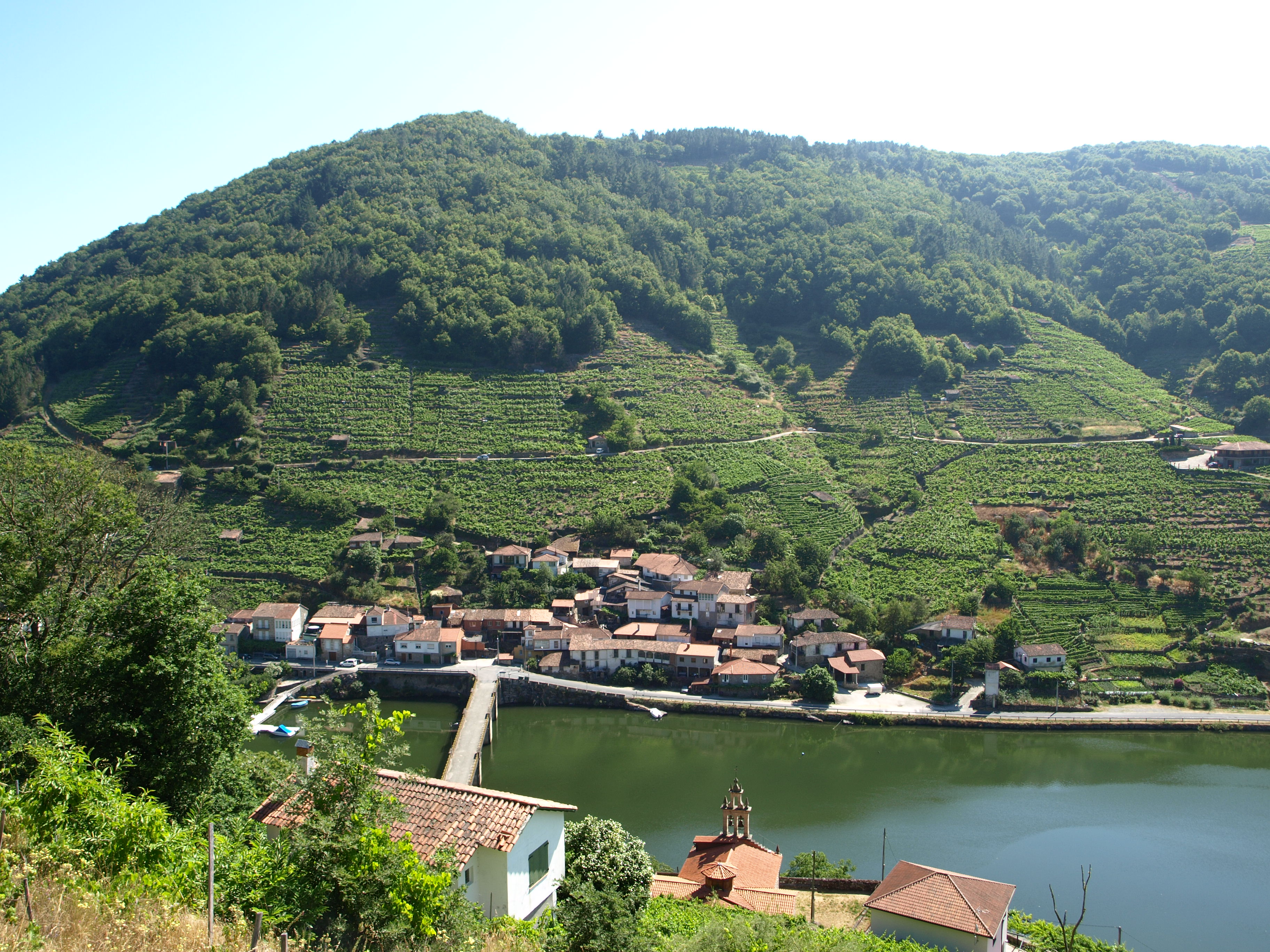
Belesar Pobo

San Bartolomeu de Belesar és una parròquia i localitat del municipi gallec de Chantada, a la província de Lugo. Es troba a la vora dreta del riu Miño. Just al davant però a l'altra vora del riu, unit per un pont, es troba el llogaret homònim pertanyent al municipi d'O Saviñao. Ambdós donen nom a l'embassament de Belesar, situat 4,5 km riu amunt.
El 2015 tenia una població de 23 habitants agrupats en dues entitats de població: Belesar (5 hab.) i A Ermida (18 hab.).